# Günther Prien
Günther Prien (Osterfeld, 1908. január 16. – Atlanti-óceán, 1941. március 7.) német tengeralattjáró-parancsnok volt, aki a Brit Királyi Haditengerészet Scapa Flow-i horgonyzóhelyére behatolva elsüllyesztette az HMS Royal Oak csatahajót. Pályafutása során 31 hajót küldött a tenger mélyére, nyolcat megrongált. Prien nem válogatott a célpontok között, számos semleges hajót semmisített meg. Prient Scapa Flow bikájaként emlegették Németországban, amely a híres akcióra és a tengeralattjárója tornyára festett, fújtató bikát ábrázoló emblémára utalt.

## Pályafutása
Günther Prien kereskedelmi hajón kezdte tengerész pályafutását, a flottához 1933 januárban csatlakozott. Egy éven át a Königsberg könnyűcirkálón szolgált, majd 1935 októberében a tengeralattjárós egységhez helyezték át. 1938-ban az U–26-on szolgált, amely a spanyol vizeken őrjáratozott a polgárháború idején. 1938. december 17-én nevezték ki az U–47 parancsnokának, amellyel 1939. október 14-én éjszaka behatolt a brit haditengerészet Scapa Flow-i bázisára, és elsüllyesztette az HMS Royal Oak csatahajót, amit még Winston Churchill is „a bátorság és a szakmai jártasság figyelemreméltó” példájának nevezte. Günther Prien lett az első búvárhajóparancsnok, aki megkapta a Lovagkeresztet.
Prien a következő másfél évben hat őrjáratot tett. Csak 1940 júniusában hét hajót küldött a tenger mélyére. Gyakran ő volt az első, aki a hajókaravánokra rábukkant, majd helyzetüket megadta a többi tengeralattjárónak. Karl Dönitz azt javasolta a kapitánynak, hogy legyen kiképző, de Günther Prien a hajóján marad. 1941. február 20-án hajózott ki utoljára, majd négy nap múlva megtámadta az OB–208-as konvojt, és elsüllyesztett négy hajót. Utoljára 1941. március 7-én jelentkezett be rádión, pozícióját Izlandtól délre adta meg. A búvárhajóról több hír nem érkezett.
Korábban egyértelműnek tűnt, hogy az HMS Wolverine pusztította el a tengeralattjárót, de az új adatok szerint a romboló áldozata nem az U–47, hanem az UA volt. A témával foglalkozók azt gyanítják, hogy a tengeralattjárót – hasonlóan két amerikai búvárhajóhoz a Csendes-óceánon – visszatérő torpedója semmisítette meg.

## Magyarul megjelent művei
- Életutam Scapa Flowig; ford. Farkas István; Stádium, Bp., 1941
- Tengerek szürke farkasa. Életutam Scapa Flow-ig; ford. Farkas István, utószó Rázsó Gyula; Szelle, Bp., 1995

## Összegzés
| Hajója | Parancsnoki szolgálata                | Őrjáratok száma | Őrjáratok hossza (nap) | Eltalált hajók száma | Eltalált hajók vízkiszorítása (brt) |
| ------ | ------------------------------------- | --------------- | ---------------------- | -------------------- | ----------------------------------- |
| U–47   | 1938. december 17. – 1941. március 7. | 10              | 238                    | 39                   | 254 670                             |

## Elsüllyesztett és megrongált hajók
| Búvárhajó | Nap                  | Hajó                | Nemzetisége        | Vízkiszorítása (brt |
| --------- | -------------------- | ------------------- | ------------------ | ------------------- |
| U–47      | 1939. szeptember 5.  | Bosnia              | Egyesült Királyság | 2407                |
| U–47      | 1939. szeptember 6.  | Rio Claro           | Egyesült Királyság | 4086                |
| U–47      | 1939. szeptember 7.  | Gartavon            | Egyesült Királyság | 1777                |
| U–47      | 1939. október 14.    | HMS Royal Oak**     | Egyesült Királyság | 29 150              |
| U–47      | 1939. december 5.    | Navasota            | Egyesült Királyság | 8795                |
| U–47      | 1939. december 6.    | Britta              | Norvégia           | 6214                |
| U–47      | 1939. december 7.    | Tajandoen           | Hollandia          | 8159                |
| U–47      | 1940. március 25.    | Britta              | Dánia              | 1146                |
| U–47      | 1940. június 14.     | Balmoralwood        | Egyesült Királyság | 5834                |
| U–47      | 1940. június 21.     | San Fernand         | Egyesült Királyság | 13 056              |
| U–47      | 1940. június 24.     | Cathrine            | Panama             | 1885                |
| U–47      | 1940. június 27.     | Lenda               | Norvégia           | 4005                |
| U–47      | 1940. június 27.     | Leticia             | Hollandia          | 2580                |
| U–47      | 1940. június 29.     | Empire Toucan       | Egyesült Királyság | 4127                |
| U–47      | 1940. június 30.     | Georgios Kyriakides | Görögország        | 4201                |
| U–47      | 1940. július 2.      | Arandora Star       | Egyesült Királyság | 15 501              |
| U–47      | 1940. szeptember 2.  | Ville de Mons       | Belgium            | 7463                |
| U–47      | 1940. szeptember 4.  | Titan               | Egyesült Királyság | 9035                |
| U–47      | 1940. szeptember 7.  | Neptunian           | Egyesült Királyság | 5155                |
| U–47      | 1940. szeptember 7.  | José de Larrinaga   | Norvégia           | 5303                |
| U–47      | 1940. szeptember 7.  | Gro                 | Egyesült Királyság | 4211                |
| U–47      | 1940. szeptember 9.  | Possidon            | Görögország        | 3840                |
| U–47      | 1940. szeptember 21. | Elmbank*            | Egyesült Királyság | 5156                |
| U–47      | 1940. október 19.    | Uganda              | Egyesült Királyság | 4966                |
| U–47      | 1940. október 19.    | Shirak*             | Egyesült Királyság | 6023                |
| U–47      | 1940. október 19.    | Wandby              | Egyesült Királyság | 4947                |
| U–47      | 1940. október 19.    | La Estancia         | Egyesült Királyság | 5185                |
| U–47      | 1940. október 19.    | Whitford Point      | Egyesült Királyság | 5026                |
| U–47      | 1940. október 19.    | Athelmonarch*       | Egyesült Királyság | 8995                |
| U–47      | 1940. november 8.    | Gonçalo Velho*      | Portugália         | 1595                |
| U–47      | 1940. december 2.    | Ville d’Arlon       | Belgium            | 7555                |
| U–47      | 1940. december 2.    | Conch*              | Egyesült Királyság | 8376                |
| U–47      | 1940. december 2.    | Dunsley*            | Egyesült Királyság | 3862                |
| U–47      | 1941. február 26.    | Kasongo             | Belgium            | 5254                |
| U–47      | 1941. február 26.    | Diala*              | Egyesült Királyság | 8106                |
| U–47      | 1941. február 26.    | Borgland            | Norvégia           | 3636                |
| U–47      | 1941. február 26.    | Rydboholm           | Svédország         | 3197                |
| U–47      | 1941. február 28.    | Holmelea            | Egyesült Királyság | 4223                |
| U–47      | 1941. március 7.     | Terje Viken*        | Egyesült Királyság | 20 638              |

*A hajó nem süllyedt el, csak megrongálódott
** Hadihajó